# Антилоповые суслики
Антилоповые суслики (Ammospermophilus)  род из подсемейства Наземных белок Xerinae. Они очень похожи на сусликов, но уже давно рассматриваются в рамках отдельного обособленного рода. Мнение о том, что они должны быть отдельным родом, подтверждается несколькими молекулярно-генетическими исследованиями. Название «антилоповые суслики» объясняется с характерной черной поведения общей для антилоповых сусликов и обитающих рядом с ними вилорогих антилоп, и те и другие при бегстве демонстрируют ярко-белую окраску своих хвостов.  

## Описание
При длине тела от 14 до 17 см, хвосте от 6 до 10 см и весе от 100 до 150 г антилоповые суслики еще мельче и изящней, чем настоящие суслики. В зависимости от вида они окрашены в разные оттенки коричневого. Для всех видов характерна белая продольная полоса на каждой стороне тела от плеча до бедра, как у бурундуков. Однако, в отличие от бурундуков, эти характерные белые полосы не заходят на голову животных. Хвосты антилоповых сусликов часто закинуты вперёд на спину.

## Распространение и среда обитания
Местами обитания являются засушливые районы на юго-западе Северной Америки. Это пустыни, полупустыни и равнины с низким и редким травостоем. В то время как один вид встречается к северу от Орегона, другие виды сосредоточены в Калифорнии, Нью-Мексико, Техасе, Аризоне и северо-западе Мексики. Их биотопы - это песчаные районы с каменистыми участками, которые имеют достаточные почвенный слой, для строительства нор.

## Образ жизни

### Питание
Антилоповые суслики строят норы-туннели, в которых прячутся на ночь. Днём они выходят и ищут семена, плоды и корни, в исключительных случаях также насекомых и падаль. Пищу часто укладывают в защечные мешки и заносят в нору. Суслики всеядны и питаются членистоногими, насекомыми, и падалью, когда эти источники пищи доступны. Их рацион меняется в зависимости от сезона, питание зеленой растительностью сменяет поедание фруктов и семян в зависимости от их наличия. Так как они носят семена и пищевые запасы в защечных мешках в свои норы,  антилоповые суслики являются важными распространителями семян в сухих кустарниковых пустынях, в которых они живут.

### Размножение и смертность
Типичная продолжительность жизни дикой антилоповых сусликов составляет 2–4 года; хотя известно, что в неволе они доживают до 11 лет. Самцы и самки достигают половой зрелости к концу первого года жизни. Репродуктивный сезон длится с февраля по март, обычно с одним помётом в год. Самки рожают детенышей после 30-дневного периода беременности. Каждый помёт содержит от 5 до 14 детенышей. Питаться молоком детёныши прекращают примерно в возрасте 8 недель, тогда же они впервые появляются выходят из нор на поверхность. Все антилоповые суслики рожают и выкармливают своих детенышей в норах. Тем не менее, они различаются по способу рытья нор. Например, белохвостый антилоповый суслик роет неглубокие норы под кустами или использует заброшенные норы кенгуровых крыс.  Эти белки не моногамны и, как известно, спариваются с несколькими партнерами в каждый сезон размножения. Колонии антилоповых сусликов состоят из шести-восьми животных, которые живут вместе в строгой иерархии. 
Продолжительность жизни не высока. Из-за большого количества хищников (например, дневных хищных птиц, американских лисиц, рыжих рысей, койотов, американских барсуков и гремучих змей) лишь немногие антилоповые суслики доживают до возраста старше одного года. 

### Поведение
А. leucurus издают пронзительные крики тревоги, когда рядом находятся хищники, чтобы предупредить родственников о надвигающейся опасности.
А. nelsoni способны функционировать при температурах до 40 °C (104 °F) и не впадают в спячку, однако в норе они способны понижать температуру тела на несколько градусов за счет снижения уровня метаболизма. Точно так же они снижают уровень своей активности, когда пищи не хватает для сохранения энергии.
А. interpres живут в очень жарком и засушливом климате и поэтому приспособились лежать горизонтально (для максимального распределения тепла) в затененном месте на прохладной земле. Это позволяет А. interpres быть активной в самое жаркое время дня, когда большинство хищников неактивны.
А. harrisii» — единственные белки-антилопы, которые роют собственные норы вместо того, чтобы использовать норы других животных. Они снижают температуру, выделяя слюну и держа хвост над головой, чтобы обеспечить тень. Они также распластываются на земле, подобно А. interpres, чтобы охладиться. Во время холодов они используют запасы семян, но также продолжают добывать корм и в зимнее время. 

### Терморегуляция
Температура в биотопах этих сусликов может превышать 37.8 °C (100,0 °F) в течение дня, что требуют от них особых приспособлений, чтобы выжить. Ночью температура в этих пустынных и засушливых районах может опускаться ниже нуля, что опять же требует адаптации, чтобы выжить. Автономное водоснабжение очень ограничено. В этих регионах могут быть продолжительные засухи. А. harrisii не нуждается в питьевой воде в пределах своих местообитаний, но иногда может пить из бассейнов и поилок для птиц.
У животных есть особый механизм терморегуляции, который позволяет им искать пищу вне своих нор даже в очень жаркие дни. Они способны противостоять гипертермии и могут выдерживать температуры тела выше 40° С. Примерно каждый час они чередуют активность на раскалённой поверхности пустыни с отдыхом в норе. В своих подземных камерах, прохладных по сравнению с окружающей их средой, они отдают тепло, накапливающееся в их телах. Это избавляет их от других метаболически более сложных механизмов терморегуляции.
У A. leucurus  большую часть активности приурочена к раннему утру и позднему вечеру, что также связано с опасностью перегрева.

## Систематика
Антилоповые суслики  относятся к семейству Беличьих, где они входят подсемейство наземных белок (Xerinae). Род был впервые научно описан Клинтоном Хартом Мерриамом в 1892 году.
Монофилия антилоповых сусликов была подтверждена  в молекулярно-биологическом исследовании в 2004 году, они оказались сестринским группой  с родом Notocitellus и образовывали базальную ветвь ко всем остальным Marmotini. 
Существует пять видов, все они очень похожи друг на друга:
- Антилоповый суслик Харриса (Ammospermophilus harrisii), Аризона, Сонора
- Техасский суслик (Ammospermophilus interpres), Техас, Нью-Мексико, Коауила, Чиуауа, Дуранго
- Белохвостый суслик (Ammospermophilus leucurus), запад Северной Америки
- Антилоповый суслик Нельсона (Ammospermophilus nelsoni), Центральная Калифорния
- Ammospermophilus insularis, Исла-Эспириту-Санто (остров у побережья Нижняя Калифорния)

## Угрозы и охрана
Антилоповый суслик Нельсона внесен в Красный список МСОП как находящийся под угрозой исчезновения. Его ареал составляет всего 3900 км², и площадь его мест обитания может сократиться из-за развития сельского хозяйства, ему угрожает применение родентицидов и разработка месторождений нефти и природного газа. Остальные четыре вида не считаются исчезающими. Хотя они не слишком широко распространены, они являются одним из тех животных в пустынях Северной Америки, которых трудно не заметить внимательному наблюдателю.